# Hack and slash

DmC: Devil May Cry, типовий представник жанру Hack and slash

Hack and slash (з англ. hack — рубати та англ. slash — різати. Значно більш відомий за скороченням слешер) — термін на означення ігрового процесу відеоігор, акцентованого на використанні зброї ближнього бою та знищення, за її використання, великої кількості супротивників. Геймплей побудований на домінуванні видовищності та анімації масових вбивств понад сюжет. Hack and slash не виділяється в окремий жанр з чіткими ознаками, але словосполучення часто використовується для позначення жанрів beat 'em up, файтинг і action/RPG. Зустрічаються скорочені варіанти Hack'n'slash, H&S чи HnS.
Слешери переважно розроблюють насамперед для консолей (хоча значна їх кількість портується на інші платформи) адже геймпад набагато краще підходить для цього типу через наявність значної кількості кнопок, за допомогою котрих значно простіше реалізувати чисельні комбо та загалом є зручнішим для кінцівок. Засоби керування ПК для цього пристосовано значно гірше — клавіатури комп'ютерів є громіздкі, а можливості двох-трьох кнопкових миш недостатні. Переважна кількість ігор для ПК розраховані на монотонне використання кількох клавіш, що й спричинило відносно низьку популярність цього жанру серед користувачів платформи. Для кращої гри в слешери на персональному комп'ютері зручнішими є багатокнопкові «ігрові» миші, або використання додаткового геймпаду, підтримка котрих зберігається для OC.

## Найвизначніші ігри
- Rune
- Bayonetta
- Dynasty Warriors
- God of War
- Darksiders
- Devil May Cry
- Metal Gear Rising: Revengeance
- Severance: Blade of Darkness
- Collapse
- Heavenly Sword
- X-Men Origins: Wolverine
- Darksiders Wrath Of War
- Ninja Gaiden
- Castlevania: Lords of Shadow[2]
- Shadow Warrior